# Quận Florence, South Carolina
Quận Florence là một quận trong tiểu bang South Carolina. Theo điều tra dân số năm 2000, quận có dân số 125.761 người; Năm 2005, Cục điều tra dân số Hoa Kỳ ước tính dân số quận này là 131.097 người. Quận lỵ đóng ở Florence.6 Có 60% dân số sống ở nông thôn.

## Địa lý
Theo Cục điều tra dân số Hoa Kỳ, quận có tổng diện tích 904 dặm Anh vuông (2.082 km²), trong đó, 800 dặm Anh vuông (2.072 km²) là diện tích đất và 4 dặm Anh vuông (10 km²) trong tổng diện tích (0.49%) là diện tích mặt nước.1

### Các quận giáp ranh
- Quận Marlboro, South Carolina - Bắc
- Quận Dillon, South Carolina - Đông bắc
- Quận Marion, South Carolina - Đông
- Quận Williamsburg, South Carolina - Nam
- Quận Sumter, South Carolina - Tây nam
- Quận Clarendon, South Carolina - Tây nam
- Quận Lee, South Carolina - Tây
- Darlington County, South Carolina - Tây bắc

## Thông tin nhân khẩu
Theo cuộc điều tra dân số2 tiến hành năm 2000, quận này có dân số 125.761 người, 47,147 hộ, và 33.804 gia đình sinh sống trong quận này. Mật độ dân số là 157 người trên mỗi dặm Anh vuông (61/km²). Có 51.836 đơn vị nhà ở với một mật độ bình quân là 65 trên mỗi dặm Anh vuông (25/km²). Cơ cấu chủng tộc của dân cư sinh sống tại quận này gồm 58.65% người da trắng, 39.34% người da đen hoặc người Mỹ gốc Phi, 0.22% người thổ dân châu Mỹ, 0.70% người gốc châu Á, 0.02% người các đảo Thái Bình Dương, 0.39% từ các chủng tộc khác, và 0.68% từ hai hay nhiều chủng tộc. 1.10% dân số là người Hispanic hoặc người Latin thuộc bất cứ chủng tộc nào.
Có 47,147 hộ trong đó có 33.80% có con cái dưới tuổi 18 sống chung với họ, 49.70% là những cặp kết hôn sinh sống với nhau, 18.10% có một chủ hộ là nữ không có chồng sống cùng, và 28.30% là không gia đình. 24.50% trong tất cả các hộ gồm các cá nhân và 8.20% có người sinh sống một mình và có độ tuổi 65 tuổi hay già hơn. Quy mô trung bình của hộ là 2.59 còn quy mô trung bình của gia đình là 3.08.
Cơ cấu độ tuổi dân cư quận này như sau 25.90% dưới độ tuổi 18, 9.70% từ 18 đến 24, 28.90% từ 25 đến 44, 23.60% từ 45 đến 64, và 11.80% người có độ tuổi 65 tuổi hay già hơn. Độ tuổi trung bình là 36 tuổi. Cứ mỗi 100 nữ giới thì có 88.70 nam giới. Cứ mỗi 100 nữ giới có độ tuổi 18 và lớn hơn thì, có 84.20 nam giới.
Thu nhập bình quân của một hộ ở quận này là $35.144, và thu nhập bình quân của một gia đình ở quận này là $41,274. Nam giới có thu nhập bình quân $32.065 so với mức thu nhập $21.906 đối với nữ giới. Thu nhập bình quân đầu người của quận là $17.876. Khoảng 13.50% gia đình và 16.40% dân số sống dưới ngưỡng nghèo, bao gồm 22.30% những người có độ tuổi 18 và 16.50% là những người 65 tuổi hoặc già hơn.

## Thành phố và thị trấn
- Coward
- Effingham
- Florence
- Johnsonville
- Lake City
- Olanta
- Pamplico
- Quinby
- Scranton
- Timmonsville